# 1978年上海
|        | 上海历史 |
| 世紀： | 19世紀上海 \| 20世紀上海 \| 21世紀上海                                                                                     |
| 年代： | 1940年代上海 \| 1950年代上海 \| 1960年代上海 \| 1970年代上海 \| 1980年代上海 \| 1990年代上海 \| 2000年代上海               |
| 年份： | 1974年上海 \| 1975年上海 \| 1976年上海 \| 1977年上海 \| 1978年上海 \| 1979年上海 \| 1980年上海 \| 1981年上海 \| 1982年上海 |
| 紀年： | 戊午年（马年）、上海开埠135周年、上海设市51周年                                                                            |

## 主要官员

### 党委
- 市委第一书记：苏振华

### 革委会
- 主任：苏振华

### 人大
- 常委会主任：苏振华

### 法院
- 院长：关子展[註 1]

### 检察院
- 检察长：黄赤波[註 2]→（空缺）

### 政协
- 主席：彭冲

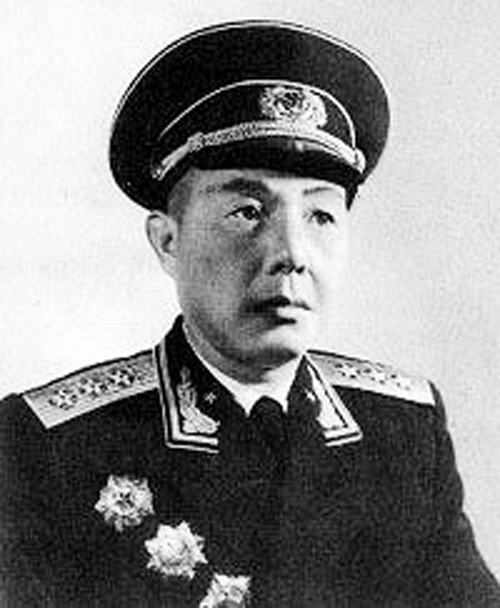
革委会主任、第一书记苏振华